# Sinezona
Sinezona é um gênero de gastrópodes pertencente a família Scissurellidae.

## Espécies
As espécies do gênero Sinezona incluem:

- Sinezona bandeli Marshall, 2002
- Sinezona beddomei (Petterd, 1884)
- Sinezona brevis (Hedley, 1904)
- Sinezona brucei Geiger, 2012
- Sinezona calumnior Geiger, 2012
- Sinezona carolarum Geiger & McLean, 2010[4]
- Sinezona chilensis Geiger, 2012
- Sinezona cingulata (O.G. Costa, 1861)
- Sinezona confusa Rolán & Luque, 1994
- Sinezona costulata Geiger & Sasaki, 2009
- Sinezona danieldreieri Geiger, 2008
- Sinezona doliolum Herbert, 1986
- Sinezona enigmatica Geiger & B.A. Marshall, 2012
- Sinezona ferriezi (Crosse, 1867)
- Sinezona finlayi (Laws, 1948)
- Sinezona garciai Geiger, 2006
- Sinezona globosa Geiger, 2006
- Sinezona hawaiiensis Geiger & McLean, 2010[4]
- Sinezona insignis (E.A. Smith, 1910)
- Sinezona insularis Simone, 2009
- Sinezona iota (Finlay, 1926)
- Sinezona kayae Geiger & McLean, 2010[4]
- †Sinezona kondoi[5]
- Sinezona laqueus (Finlay, 1926)
- Sinezona levigata (Iredale, 1908)
- Sinezona macleani Geiger, 2006
- Sinezona marrowi Geiger, 2012
- Sinezona mechanica Geiger & B.A. Marshall, 2012
- Sinezona milleri Geiger & Sasaki, 2009
- Sinezona mouchezi (Vélain, 1876)
- Sinezona norfolkensis Geiger, 2012
- Sinezona pacifica (Oliver, 1915)
- Sinezona pauperata (Powell, 1933)
- Sinezona platyspira Geiger & B.A. Marshall, 2012
- Sinezona plicata (Hedley, 1899)
- Sinezona rimuloides (Carpenter, 1865)
- Sinezona semicostata Burnay & Rolán, 1990
- Sinezona singeri Geiger, 2006
- Sinezona singulata (O. G Costa)[6]
- Sinezona subantarctica (Hedley, 1916)
- Sinezona wanganellica Geiger & B.A. Marshall, 2012
- Sinezona wileyi Geiger, 2008
- Sinezona zimmeri Geiger, 2003

Nomen dubium
- Sinezona concinna (G. B. Sowerby I, 1831)
- Sinezona miranda (A. Adams, 1862)
- Sinezona modesta (A. Adams, 1862)
- Sinezona paumotuensis (Garrett, 1872)

Espécies trazidas para a sinonímia
- Sinezona armillata Yaron, 1983: sinônimo de Sukashitrochus armillatus (Yaron, 1983)
- Sinezona atkinsoni Tenison-Woods, J.E., 1877:[7] sinônimo de Sukashitrochus atkinsoni (Tenison Woods, 1877)
- Sinezona brasiliensis Mattar, 1987: sinônimo de Satondella brasiliensis (Mattar, 1987)
- Sinezona carinata (Adams, A., 1862):[8] sinônimo de Sukashitrochus carinatus (A. Adams, 1862)
- Sinezona crossei (Folin, L. de, 1869): sinônimo de Sinezona cingulata (O. G. Costa, 1861)
- Sinezona fayalensis (Dautzenberg, 1889): sinônimo de Sinezona cingulata (O. G. Costa, 1861)
- Sinezona lobini Burnay & Rolán, 1990: sinônimo de Scissurella lobini (Burnay & Rolan, 1990)
- Sinezona morleti (Crosse, 1880): sinônimo de Sukashitrochus morleti (Crosse, 1880)
- Sinezona lyallensis (Finlay, 1927): sinônimo de Sukashitrochus lyallensis (Finlay, 1926)
- Sinezona padangensis (Thiele, 1912): sinônimo de Sinezona ferriezi (Crosse, 1867)
- Sinezona pulchra (Petterd, 1884):[9] sinônimo de Sukashitrochus pulcher (Petterd, 1884)
- Sinezona redferni Rolán, 1996: sinônimo de Scissurella redferni (Rolán, 1996)
- Sinezona tricarinata Yaron, 1983: sinônimo de Sukashitrochus tricarinatus (Yaron, 1983)